# Esterházy Pál (honvédtiszt, 1883–1915)
Galántai báró és fraknói gróf Esterházy Pál (Pápa, 1883. július 28. – Dziewietniki, 1915. június 26.) Pápa és Ugod örökös ura, a magyar főrendiház tagja, az ország egyik legelső mágnása. Az első világháborúban, a Dziewiętniki mellett vívott csatában hősi halált halt.

## Élete
1883. július 28-án a pápai kastélyban született. Elemi iskolai és gimnáziumi tanulmányait magántanulóként végezte, 1901-ben érettségizett a veszprémi katolikus főgimnáziumban. Édesapja, Esterházy Móric Veszprém vármegye főispánja volt, aki viszonylag fiatalon (44 évesen) halt meg. Utána Oxfordban folytatta tanulmányait, majd jogot hallgatott egy szászországi egyetemen. 24 évesen örökölte a pápa-ugodi hitbizomány több tízezer holdját, a pápai kastéllyal, a kegyurasági falvakat, gazdaságokat.
A korabeli arisztokrácia egyik legjobb partijának számító grófja előtt fényes jövő állt. Megnyerő egyénisége, atléta termete, jó természete a főúri társaságok kedvelt alakjává avatták. Később a II. Vilmos német császár és porosz királyról nevezett 7. honvéd huszárezrednél hadnagyi rangot kapott.
1909-ben január 23-án Budapesten a Mátyás-templomban vette feleségül Andrássy Ilona gróf kisasszonyt, csíkszentkirályi és kraszna-horkai Andrássy Tivadar gróf leányát. A szerelmes fiatal pár a pápai kastélyban élt, ahonnan rendszeresen kiruccantak az Alpokba zergére vadászni. Később anyagi okok miatt a pápateszéri kúriába költöztek, hogy szerényebb költségvetésből éljenek. Sajnos nem lehetett gyermekük, ami nagy megrázkódtatást jelentett számukra, de egymás iránti szerelmükön nem változtatott.
1914. július 30-án önként vonult be tartalékos huszár főhadnagyként. Néhány napig a szerb harctéren teljesített szolgálatot, majd ezredével együtt a galíciai hadszíntérre került. Szemtanúk szerint nagy vakmerőséggel és bátorsággal vezette századát. Azt vallotta, hogy egy magyar mágnásnak ezekben az időkben ugyanott a helye, ahol a magyar parasztnak. „Nekem soha többé nem volna jó lelkiismeretem, ha nem venném ki a szenvedésekből is az oroszlánrészt, mint ahogy kijutott nekem az oroszlánrész az élet örömeiből.” – közölte és együtt masírozott katonáival. Azt ette, amit ők, hiába kapott minőségi cigarettákat, elajándékozta, és azt szívta, amit társai.

## Halála
1915. július 26-án Esterházy a 7. huszárezred gyalogságát vezette Dziewietniki község templománál lévő sáncok ellen, amikor délután egy orosz golyó kioltotta életét. "Nincs tovább!!” – jegyezte fel naplójába a 28-i sürgöny érkezését követően az özvegye.
Halálának hiteles történetét a szemtanúk elbeszélése alapján Molnár Ferenc haditudósító („A Pál utcai fiúk” szerzője) írta meg „Az Est” című budapesti lapban 1915. augusztus 10-én:
"Június 25-ikén Stryj környékén, Dziewietniki falunál harc volt. A falu mély völgyben fekszik és akkor már a miénk volt. Két lövészeszkadronnak a nyugatra eső erdőből be kellett a községbe vonulnia. Az oroszok a keletre fekvő dombokon álltak és onnan az egész völgyet állandóan erősen lőtték puskából és nehéz ágyúból. Esterházy maga ment csapata élén és gonddal kereste ki a legfedettebb utat, mély árokban, magas rozsvetésben vezette huszárjait, hogy észrevétlenül jusson velük a faluba. Az egyik eszkadron már ott várta őket. A hetesek (Esterházy csapata) a falu szélén, a házak mellett ásták be magukat. Az orosz igen hevesen lőtte őket, de a fedezék elég jó volt. Másnap délután parancsot kaptak a támadásra.
Magas gabonában csúsztak előre a huszárok az orosz felé, folyton meg-megállapodva és fedezéket ásva. Három órakor Esterházy elindult az oroszok felé. Tiszttársai figyelmeztették, hogy óriási termete miatt különösen vigyázzon magára, de ő mégis előre ment a legelső vonalba, ahová eddig csak alig tíz huszár mászott el. Esterházy mellett Horvát Balázs szakasz-vezető feküdt, aki azt mondja, hogy ekkor az oroszok, most sem tudni mily okból, beszüntették a tüzelést. Esterházy azt mondta a huszároknak, hogy: „Nincs is már ellenség a fedezékben” — felemelkedett és távcsővel kezdte nézegetni az orosz állást. Ekkor belelőttek az alsó karjába, feljajdult és állva visszafordult, hogy bekötöztesse magát. Ekkor kapta fordulás közben a meredek dombról lefelé lövöldöző orosztól a második lövést. A golyó a bal lapockáján hatolt be és jobboldalt elöl, az utolsó bordáknál jött ki, rendes telt golyó volt. Az orvos véleménye szerint a szívén futott keresztül. E pillanatban Esterházy, mint később megmérték, 57 lépésnyire volt az ellenségtől, tehát az oroszok világosan láthatták, hogy tiszt. Ezt látva, az elesett emberre sortüzet adtak.
Ezzel persze el volt árulva az orosznak, hogy ily közel jutottak hozzájuk a huszárok és rettenetes lövöldözés indult meg. Négy huszár rohant előre Esterházyt visszahozni, de kettőbe belelőtt az orosz. Ott kellett hagyni. Mikor besötétedett, előrekúsztak érte és levitték a faluba, abba a házba, amelyben napközben a kvártélya volt. Éjjel fél tizenegykor kezdődött meg az általános támadás, amely egy óra felé ért véget. A huszárok elfoglalták az orosz állást és rettenetes bosszút állottak parancsnokukért. Mailáth György amellett volt, hogy Esterházyt ideiglenesen ott. Dziewietniki mellett temessék el, az előtte való napon elesett dr. Marinczer László hadnagy mellé, akit a templom előtt elhaladtában lőtt szívén egy a templomban elbújt orosz. Esterházy inasa azonban hivatkozott gazdájának egyszer nyilvánított akaratára, hogy ha el találna esni szállítsák a hadosztályparancsnokságra és ott lévő barátai intézkedjenek. Így is történt."

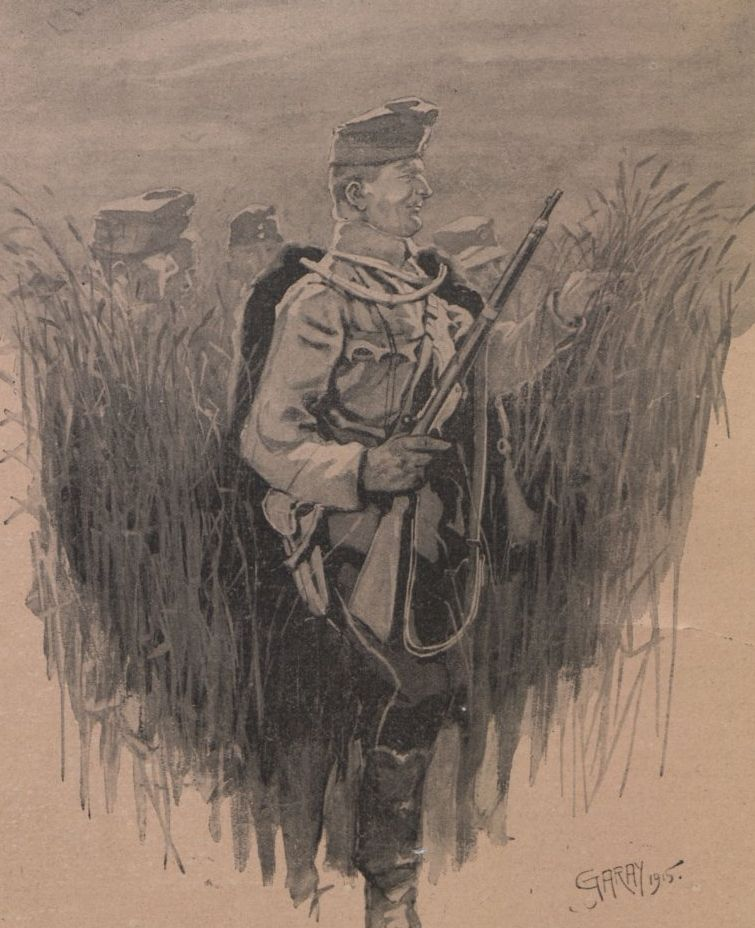
In memoriam

A gannai templom alatti sírboltban helyezték örök nyugalomba a boltíves csarnok szarkofágjai között.